# کرسنت (اورگن)
کرسنت (به انگلیسی: Crescent) یک منطقهٔ مسکونی در ایالات متحده آمریکا است که در شهرستان کلاماث، اورگن واقع شده‌است. کرسنت ۱٬۳۵۷٫۹ متر بالاتر از سطح دریا واقع شده‌است.